# Австрийская Силезия

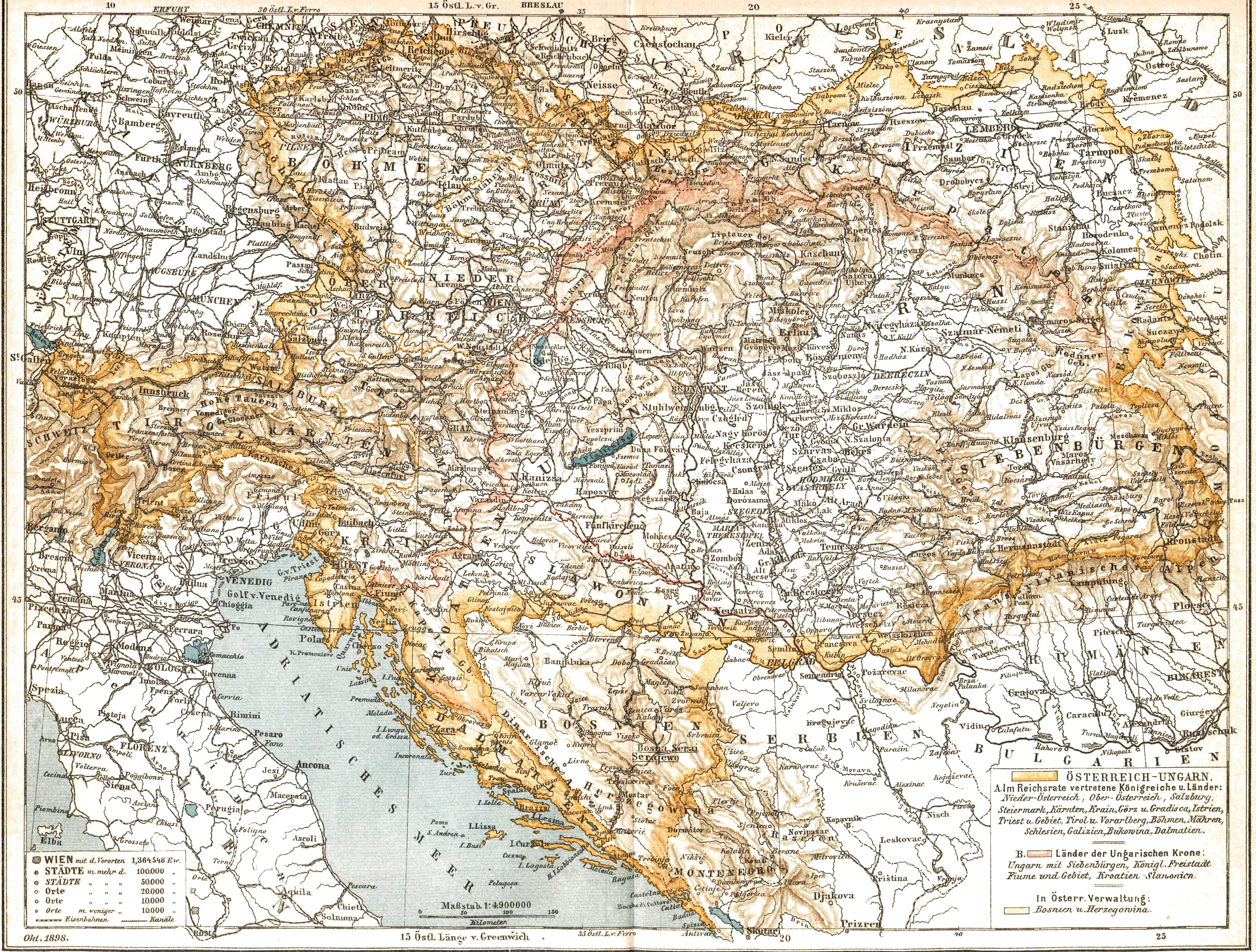
Австрийская Силезия в составе Австро-Венгрии (на карте 1898 года)

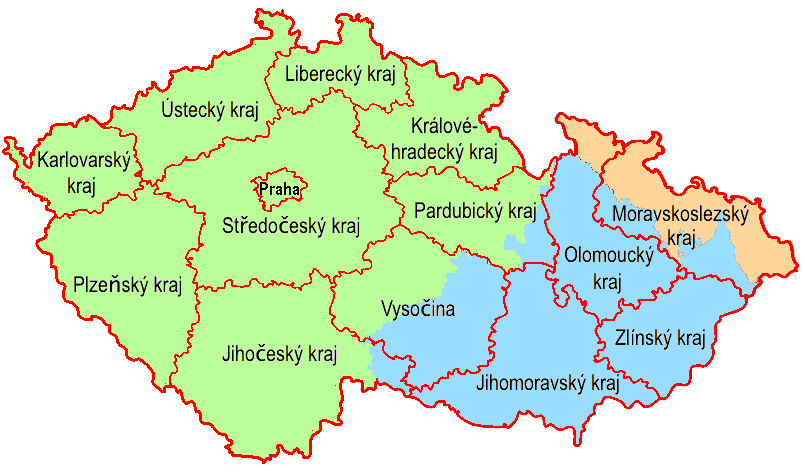
Территория (бывшей австрийской) Силезии на нынешней карте Чехии (окрашено желтым). Территория Богемии окрашена зелёным, Моравии — синим цветом

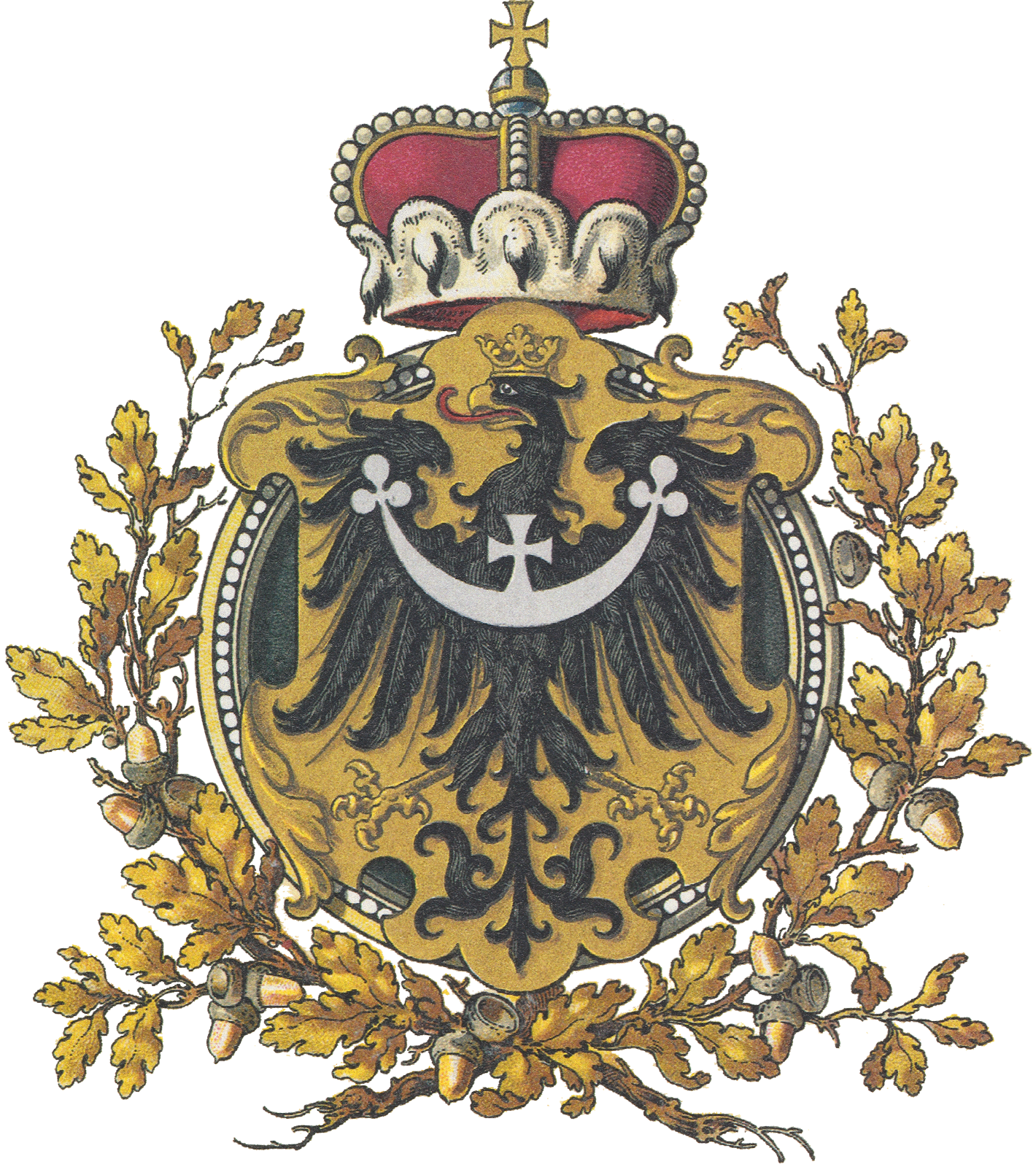
Герб герцогства Верхняя- и Нижняя Силезия

Австрийская Силезия, официальное название Герцогство Верхняя и Нижняя Силезия (нем. Österreichisch-Schlesien, Herzogtum Ober- und Niederschlesien) — территория в Центральной Европе, являвшаяся частью земель Чешской короны в Австрийской империи и сохранившаяся в составе государства Габсбургов после раздела Силезии в 1742 году. С 1867 года называлась Кронланд Силезия в составе Австро-Венгрии.

## География
Земли Австрийской Силезии представляли собой гористый край (Бескиды), испещрённый хребтами и вершинами (гора Прадед высотой в 1.490 метров, Лыса Гора высотой в 1.320 метров и др.). Важнейшие реки Одер и его приток Опава (нем. Оппа). Наибольшая часть бывшей Австрийской Силезии ныне находится на северо-востоке современной Чехии, лишь небольшая её часть в восточной части вокруг города Бельско-Бяла относится к польскому воеводству Силезия.
Австрийская Силезия делилась на две части — западную и восточную, разделённые между собой северным выступом территории Моравии (район Фридек-Мистек). На западе и на севере она граничила с прусской провинцией Силезия, в своей восточной части — с Галицией и Венгрией. Административным центром Австрийской Силезии был город Опава. Площадь её составляла 5.147 км².

## История
В XVIII—XIX веках германизация Австрийской Силезии зашло довольно далеко, о чём говорят немецкие названия большинства её населённых пунктов. Процесс онемечивания Силезии начался при великопольском князе Генрихе I из королевского рода Пястов, который в начале XIII столетия пригласил на свои земли ремесленников, горняков, крестьян и торговцев из Саксонии, Тюрингии и Франконии, а новым городам предоставлял Магдебургское городское право. До 2-й половины XIII века район вокруг Опавы (нем. Троппау) был северной провинцией маркграфства Моравии, однако при чешском короле Оттокаре II и его потомках здесь были образованы чешские герцогства Троппау, Ягердорф и Леобшюц, которые с 1320 года считались уже верхнесилезскими герцогствами. В 1526 году Габсбурги, как короли Чехии, объявили о своей суверенной власти и над силезскими герцогствами.
После победы Пруссии над Австрией в Первой Силезской войне, по условиям мирного договора в Бреслау (1742) практически вся территория Силезии отошла к Пруссии. Лишь герцогства Троппау и Тешен остались австрийскими и впоследствии были объединены в Герцогство Верхняя и Нижняя Силезия.
В ходе Мартовской революции 1848 года в Силезии был создан свой парламент, а согласно Конституции Австрийской империи от 1849 герцогство получила статус Коронной земли (Кронланд). В период с 1861 по 1918 год здесь имелись выборный представительный орган — земельный сейм (zemský sněm), исполнительный орган — земельный комитет (zemský výbor) во главе с земельным гетманом (zemský hejtman), центральная власть была представлена наместником (místodržící).
В ходе распада Австро-Венгрии австрийская Силезия не смогла присоединиться к немецкоязычной её части (как планировалось) и войти в состав Австрийской республики. Вместо этого наибольшая её часть вошла в состав Чехословакии, а восточные районы около Бельско-Бяла — в Польшу. До 1928 года чешская Силезия составляла отдельную провинцию Чехословакии, а затем включена в состав Моравии. После Мюнхенского договора, с 1938 по 1945 год, бывшая Австрийская Силезия была присоединена к нацистской Германии (рейхсгау Судетенланд). В мае 1945 года она была возвращена Чехословакии. Летом 1945 года из чешской Силезии было изгнано всё её немецкое население.

## Население
По переписи 1910 года в Австрийской Силезии проживали 756 949 человек. Из них 41,5 % были этнические немцы, 31 % — поляки и 26 % — чехи. Евреев насчитывалось 1,5 % (в 1857 году — 0,7 %).
Города с населением более 5000 человек (на 1880 год):
- Опава — 20 563 (ныне в Чехии)
- Бельско-Бяла — 13 060 (ныне в Польше)
- Чески-Тешин, Цешин — 13 004 (ныне в Чехии и в Польше)
- Крнов — 11 792 (ныне в Чехии)
- Брунталь — 7595 (ныне в Чехии)
- Фридек-Мистек — 5912 (ныне в Чехии)

Наиболее развитыми отраслями экономики в Австрийской Силезии были горнодобывающая промышленность (каменный и бурый уголь, железная руда), а также металлообработка, машиностроение и текстильная промышленность. В сельском хозяйстве развивались как земледелие, так и скотоводство. Развита была транспортная сеть. Наиболее важной железнодорожной веткой была проходящая здесь Северная дорога имени кайзера Фердинанда, направления Вена — Краков.